# Condado de Lane (Oregon)
O Condado de Lane (em inglês:  Lane County) é um dos 36 condados do estado americano do Oregon. A sede e maior cidade do condado é Eugene. Foi fundado em 29 de janeiro de 1851.
O condado possui uma área de 12 229 km², dos quais 11 792 km² estão cobertos por terra e 437 km² por água, uma população de 351 715 habitantes, e uma densidade populacional de 29,8 hab/km² (segundo o censo nacional de 2010). Cerca de 90% do condado é coberto por florestas. É o quarto condado mais populoso do Oregon.